# Rádio Difusora (Bagé)
A Rádio Difusora FM é uma estação de rádio brasileira com sede em Bagé, RS. Opera na frequência 103,9 MHz FM, antes operava em AM 1170 . Em novembro de 2017, passou a transmitir em FM.

## História
A Rádio Difusora foi fundada em 27 de fevereiro de 1956 pelo empresário italiano Vicente Gallo Sobrinho, a partir do antigo serviço de alto-falantes "A voz de Bagé", criado pelo mesmo em 1935.
A partir da "Voz de Bagé" e da primeira transmissão de rádio em Bagé (quando o então presidente do Brasil Getúlio Vargas visitou a cidade, em 1942), foi planejada a criação de uma emissora de rádio no município. Porém, a primeira tentativa de criar a emissora fracassou, pois a autorização de transmissão foi concedida a uma empresa de Pelotas, que viria mais tarde a fundar em Bagé a Rádio Cultura. Mas, em uma segunda tentativa, a criação da Rádio Difusora foi autorizada, e, em 27 de fevereiro de 1956, a emissora iniciou suas transmissões em 1210 kHz AM, prefixo ZYU-46, com potência de transmissão de 100 watts.
Nas décadas de 1960 e 1970, a Difusora realizou várias transmissões jornalísticas, como os eventos Miss Bagé e Miss Rio Grande do Sul, programas de auditório com grandes artistas da época, transmissões esportivas e rádio-novelas. A partir da década de 1970, a emissora foi a primeira a possuir uma unidade externa de transmissões, e a pioneira em Bagé nas transmissões internacionais de rádio.
Em outubro de 1981, a Rádio Difusora passa a ter potência de transmissão de 5 kW, e passa a operar na frequência de 1170 kHz AM, prefixo ZYK-213. Em janeiro de 2000, a rádio passa a ser a quarta emissora no Rio Grande do Sul a transmitir sua programação pela internet. Recentemente, promoveu várias mudanças em seu site, tornando-o mais completo, além de fazer do uso do aplicativo WhatsApp para interatividade com os ouvintes e disponibilizou aplicativos nas lojas virtuais Google Play e Apple Store. 
Em 2016, a emissora comemorou seus 60 anos com uma programação especial, onde montou durante o dia 27 de fevereiro daquele ano um "estúdio vitrine" no andar térreo de seu endereço, na Avenida Sete de Setembro. Durante o dia, radialistas, ex-funcionários e autoridades visitaram os estúdios, além da comunidade bageense. Teve uma nova reformulação em seu site e interações com o Facebook e WhatsApp são evidenciadas.  
Em 2017, foi uma das primeiras emissoras a ser oficialmente autorizada pelo Ministério das Comunicações a migrar para a frequência FM; a migração iniciou em novembro do mesmo ano, com a estreia da Difusora na frequência de 103,9 MHz. Após 25 anos apresentando o "Show da Tarde", o radialista Ênio "Paxá" Lence deixou a emissora. O radialista Marcos Des Essarts assumiu seu lugar, modernizando o programa no horário. Uma última mudança foi o programa "Campo Afora" de Odilon Ramos, que agora também é veiculado nas manhãs de domingo.   
No final de 2020, uma novidade: a Difusora contratou a jornalista Nadine Posqui, que estava antes na Rádio Clube e passou a compor o departamento de jornalismo com Giuliana Bruni, formando uma bancada somente por jornalistas mulheres na apresentação do Jornal da Manhã e do Grande Jornal Difusora.   